# Komet Ciffréo
Komet Ciffréo (uradna oznaka je 108P/Cifreo) je periodični komet z obhodno dobo okoli 7,3 let. Komet pripada Jupitrovi družini kometov . 

## Odkritje
Komet je odkrila v 8. novembra 1985 Jacqueline Ciffréo v Franciji.  

## Lastnosti
Premer jedra kometa je 3,2 km .